# Liste des giga montagnes russes
Pour un article plus général, voir giga montagnes russes.
Sont considérées comme giga montagnes russes les installations qui mesurent entre 300 et 399 pieds (soit environ de 91 à 121 mètres).
Le mot est inventé par le parc d'attractions américain Cedar Point en collaboration avec le constructeur Intamin en 2000 comme élément marketing pour leur création, Millennium Force.

## Liste des attractions de ce type

### Montagnes russes à circuit fermé
| Nom               | Parc                | Constructeur         | Date          | Hauteur     |
| ----------------- | ------------------- | -------------------- | ------------- | ----------- |
| Fury 325          | Carowinds           | Bolliger & Mabillard | 25 mars 2015  | 99 mètres   |
| Pantherian        | Kings Dominion      | Intamin              | 2 avril 2010  | 93 mètres   |
| Leviathan         | Canada's Wonderland | Bolliger & Mabillard | 6 mai 2012    | 93 mètres   |
| Millennium Force  | Cedar Point         | Intamin              | 11 mai 2000   | 94,5 mètres |
| Red Force         | Ferrari Land        | Intamin              | 7 avril 2017  | 112 mètres  |
| Steel Dragon 2000 | Nagashima Spa Land  | Chance Morgan        | 1er août 2000 | 97 mètres   |

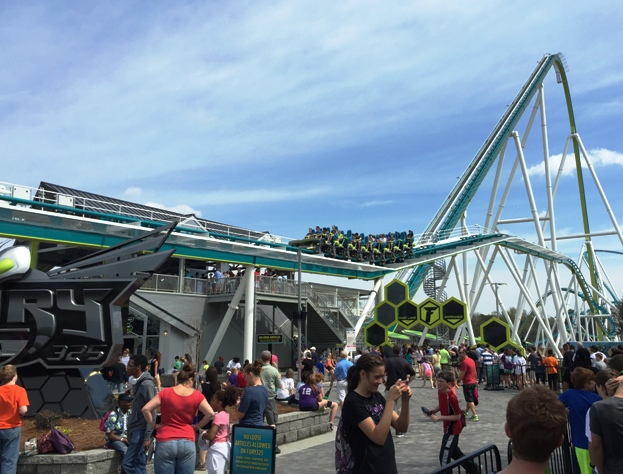
Fury 325
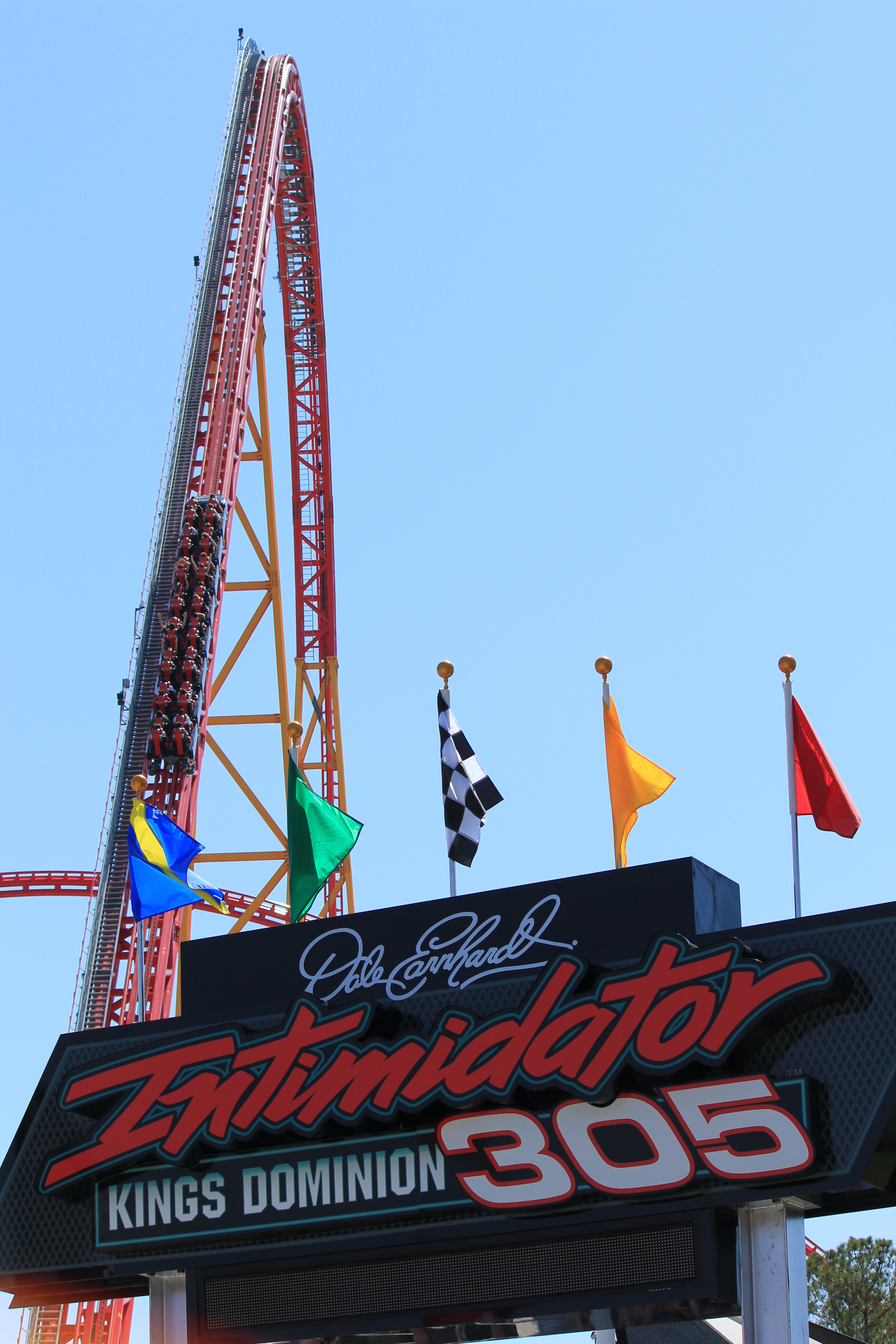
Pantherian
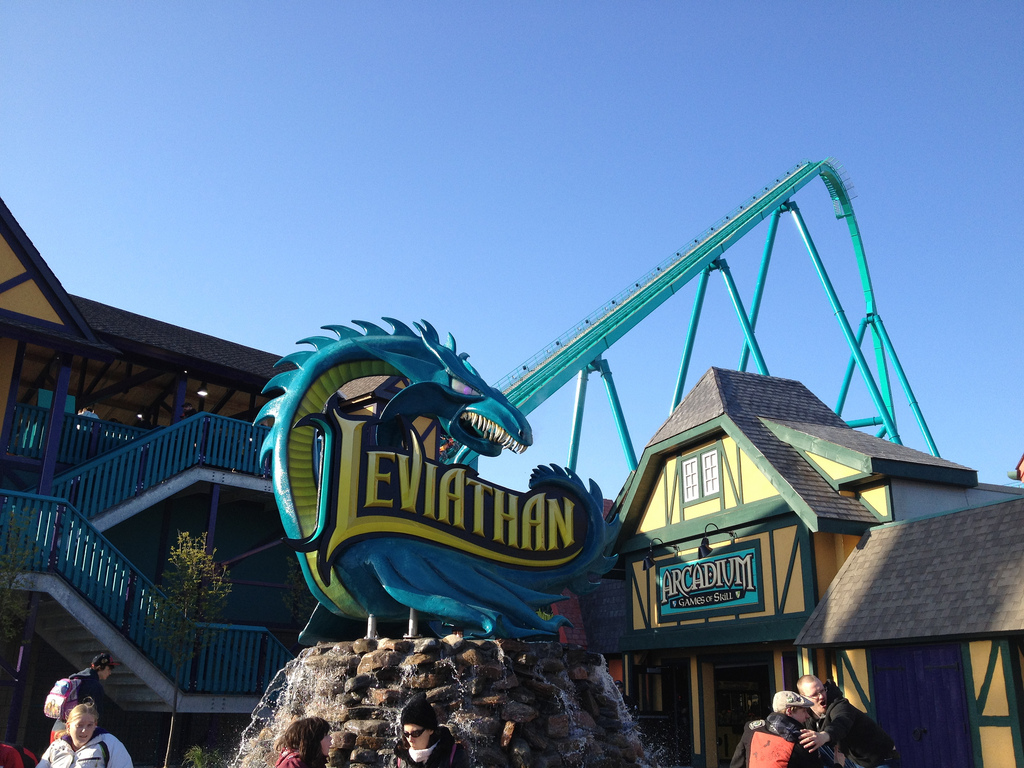
Leviathan
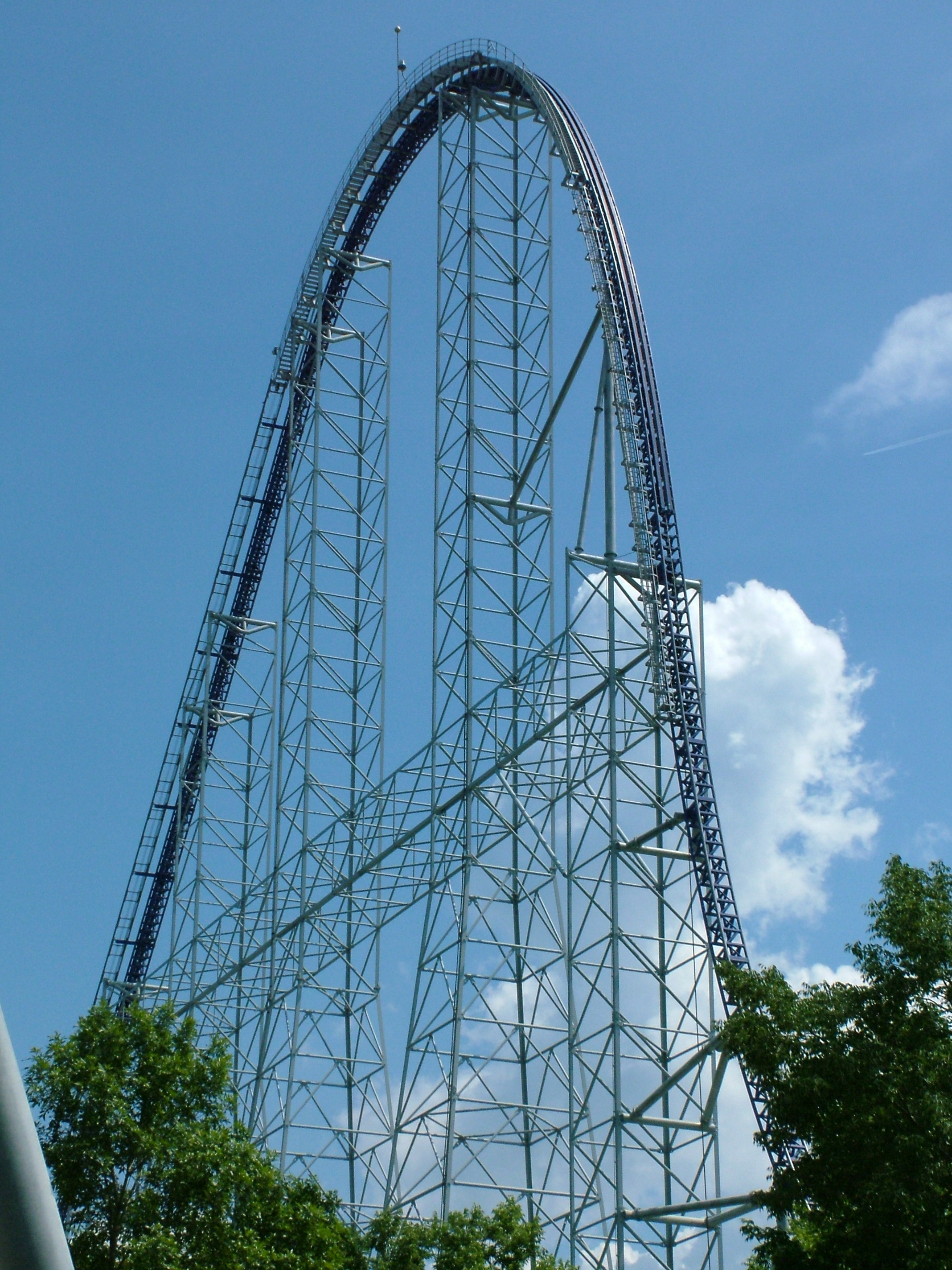
Millennium Force
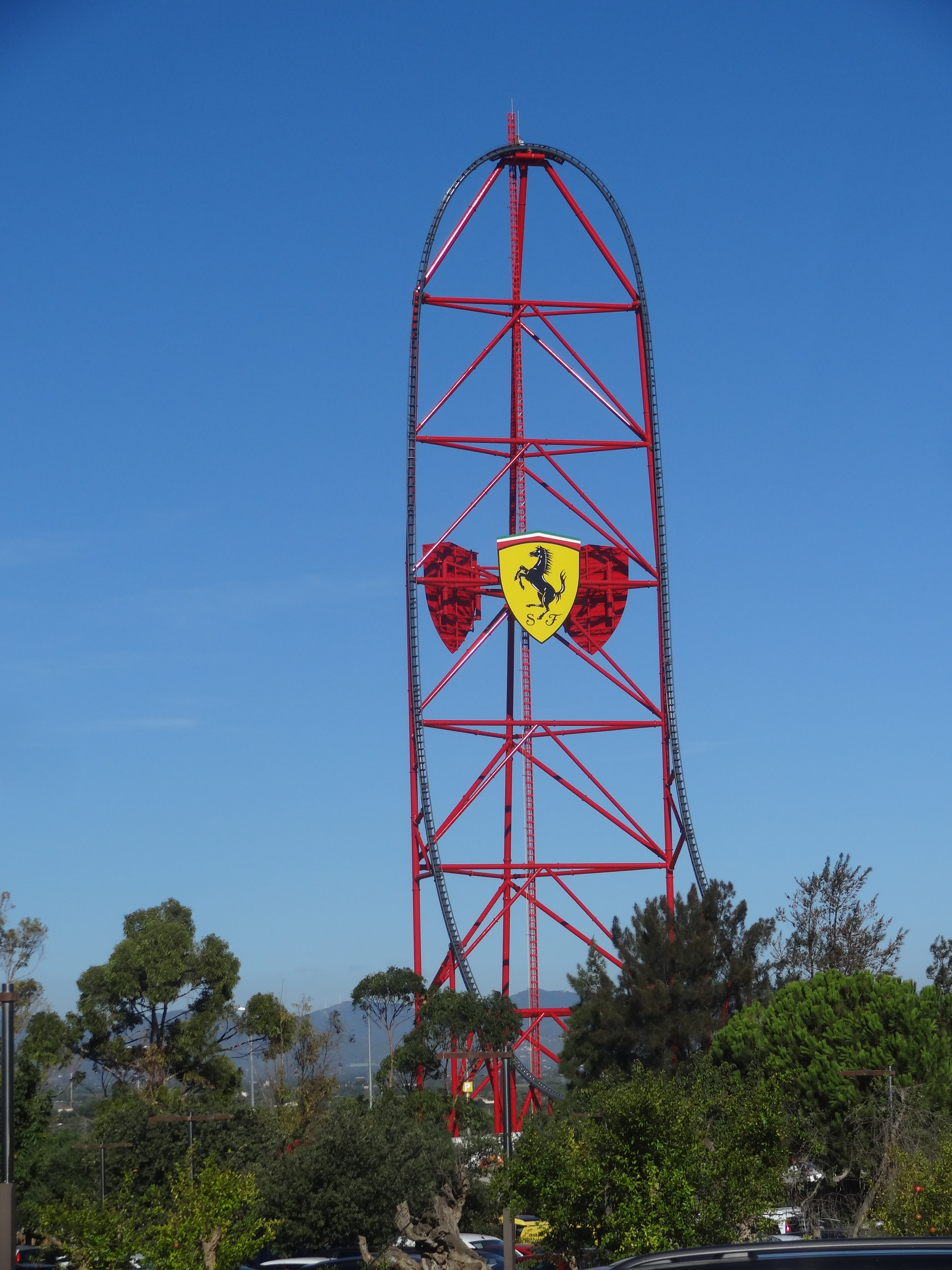
Red Force
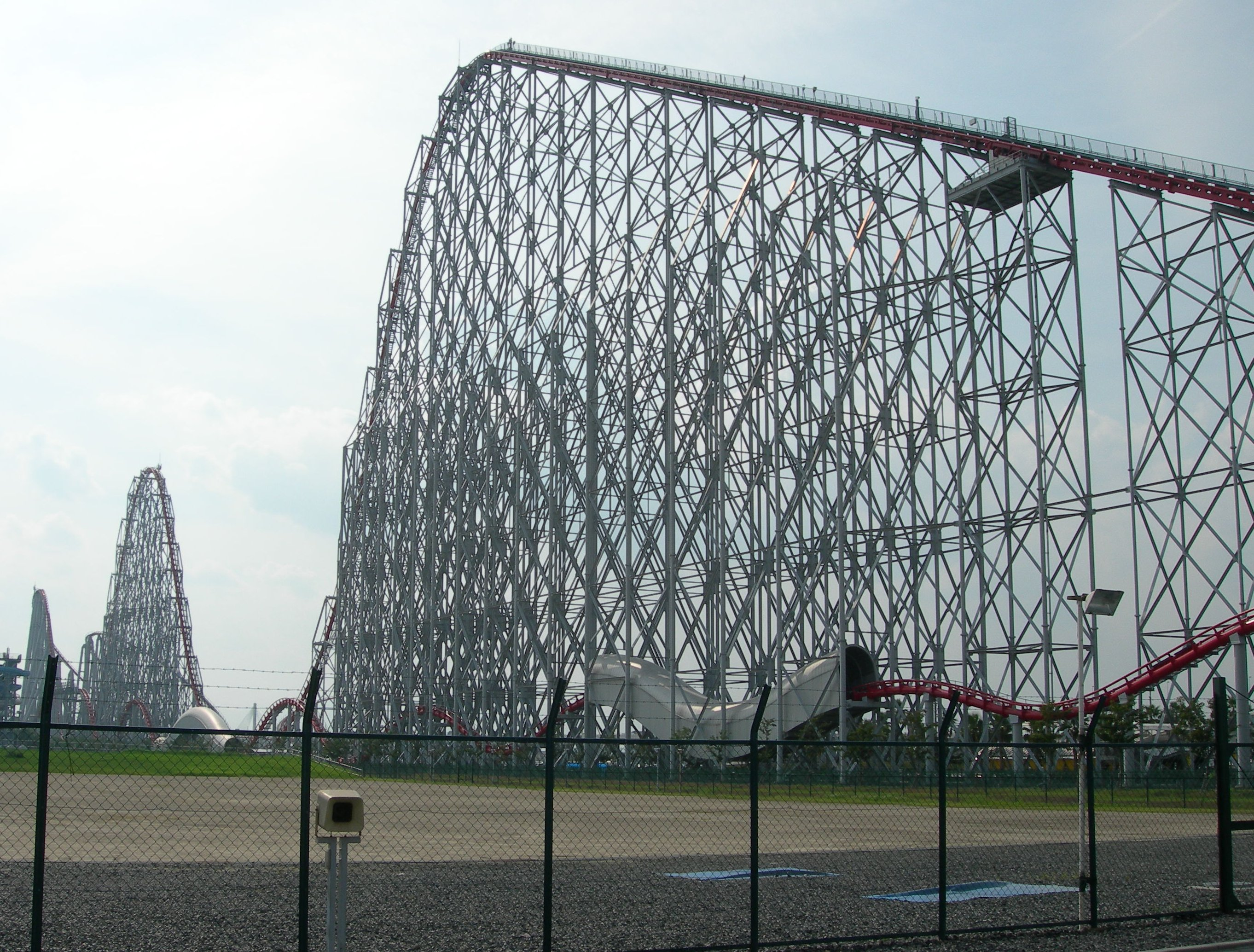
Steel Dragon 2000

### Montagnes russes navette
| Nom             | Parc       | Constructeur | Ouverture   | Hauteur    |
| --------------- | ---------- | ------------ | ----------- | ---------- |
| Tower of Terror | Dreamworld | Intamin      | 1997 - 2019 | 115 mètres |

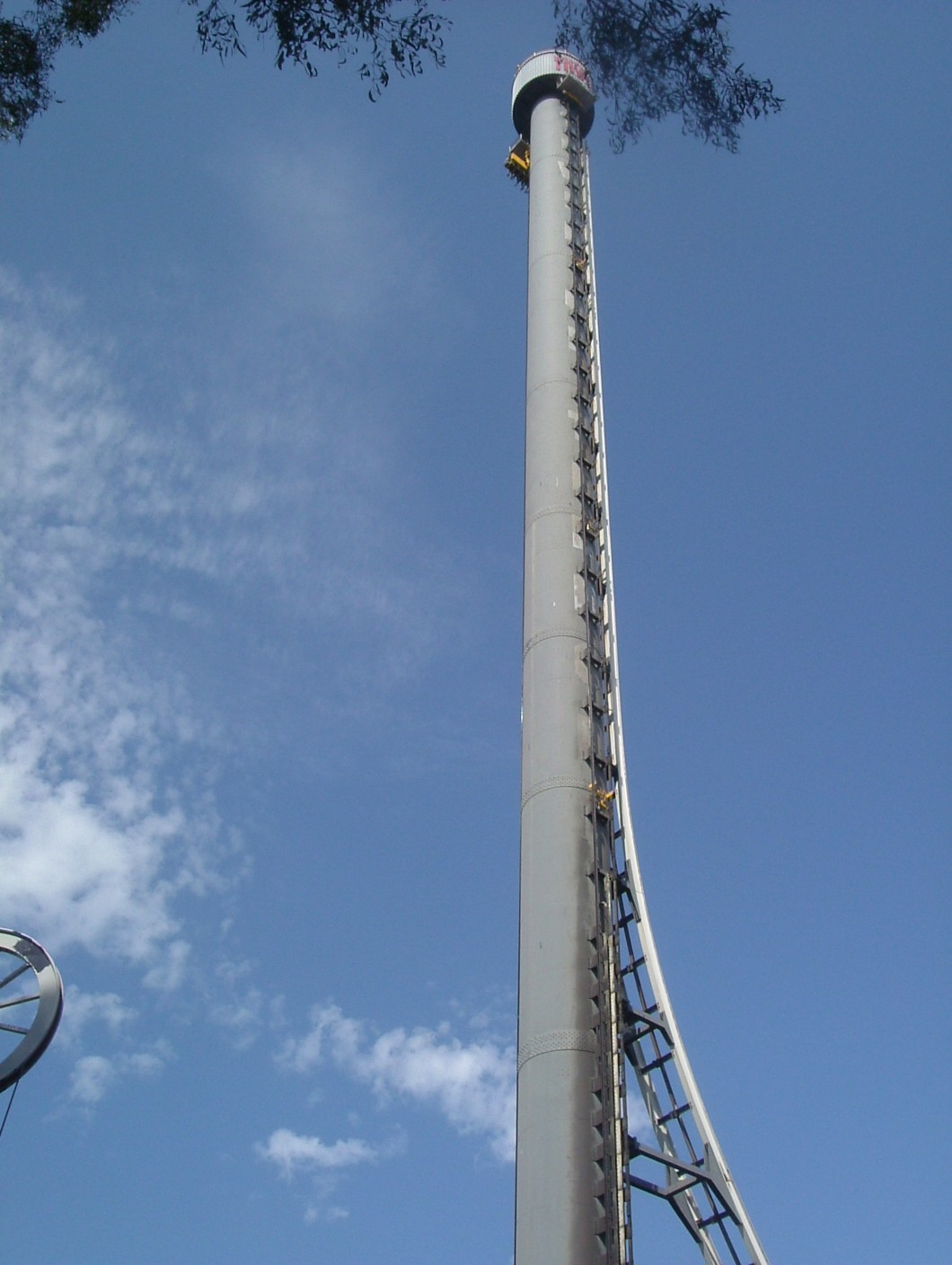
Tower of Terror

Du fait que le circuit soit ouvert, ces montagnes russes ne sont pas toujours comptabilisées comme telles par certains puristes. Toutefois, selon Roller Coaster DataBase, Tower of Terror sont des montagnes russes selon la définition utilisée à travers la base de données.